# Simon Nordberg
Simon Nordberg är en svensk mixare och producent, verksam i Stockholm.   
Har i mer än tre decennier arbetat med tongivande artister, både svenskt och internationellt, kort urval: First Aid Kit, Lisa Miskovsky, Heather Nova, Britney Spears, Kent, The Ark, A-ha, La Oreja de van Gogh, John ME, Luke Elliot, Eric Gadd, Amanda Jenssen, Eskobar, Anna Ternheim, Magnus Uggla och Håkan Hellström.
2004 vann Nordberg tillsammans med Joakim Berg från Kent ”Årets Producent” på Grammisgalan för arbetet med Lisa Miskovskys album Fallingwater. 